# Kanton Donzenac
Kanton Donzenac (francouzsky Canton de Donzenac) je francouzský kanton v departementu Corrèze v regionu Limousin. Tvoří ho šest obcí.

## Obce kantonu
- Allassac
- Donzenac
- Sadroc
- Sainte-Féréole
- Saint-Pardoux-l'Ortigier
- Saint-Viance